# Tufão Karen
O tufão Karen foi o ciclone tropical mais poderoso a atingir a ilha de Guam e foi considerado um dos eventos mais destrutivos da história da ilha. Foi identificado pela primeira vez como um distúrbio tropical em 6 de novembro de 1962, bem a sudeste de Chuuk. Nos dois dias seguintes, o sistema seguiu geralmente para o norte e se intensificou rapidamente. Karen se tornou uma tempestade tropical no final de 7 de novembro, e dentro de dois dias intensificou-se explosivamente em uma categoria Supertufão equivalente a 5 na escala Saffir-Simpson. Virando para o oeste, o tufão manteve sua intensidade e atingiu Guam com ventos de 280 km/h (170 mph) em 11 de novembro. Depois de sair da ilha, fortaleceu-se ligeiramente e atingiu seu pico de intensidade em 13 de novembro com ventos de 295 km/h (183 mph) e uma pressão barométrica de 894 mb (hPa; 26,40 inHg). A tempestade então gradualmente se voltou para o norte à medida que enfraquecia, roçando as ilhas Ryukyu em 15 de novembro, antes de se mover para leste-nordeste sobre as águas abertas do Pacífico. Karen continuou a enfraquecer e fez a transição para um ciclone extratropical em 17 de novembro antes de perder sua identidade no dia seguinte entre Alasca e Havaí.
Karen devastou Guam com rajadas de vento estimadas em 280 km/h. Noventa e cinco por cento das casas foram danificadas ou destruídas, deixando pelo menos 45.000 pessoas desabrigadas. A comunicação e os serviços públicos foram prejudicados, forçando as autoridades a estabelecer centros de distribuição de água para prevenir doenças. As perdas totais na ilha totalizaram $ 250 milhões. Apesar da gravidade dos danos, apenas 11 pessoas foram mortas. Na esteira da tempestade, uma grande operação de socorro evacuou milhares de pessoas para a Califórnia, Havaí e Ilha Wake. Outros milhares foram abrigados por muitos meses em prédios públicos e, posteriormente, em vilas de tendas. Mais de $ 60 milhões em fundos de socorro foram enviados a Guam nos anos seguintes para ajudar na reabilitação. Embora a tempestade tenha sido devastadora, estimulou novos códigos de construção e uma economia revitalizada.

## História meteorológica
Em 6 de novembro de 1962, um distúrbio tropical foi identificado no Oceano Pacífico várias centenas de quilômetros ao sul-sudeste de Chuuk, nos Estados Federados da Micronésia, pelo Joint Typhoon Warning Center (JTWC). Seguindo para noroeste, a perturbação se intensificou e foi classificada como uma depressão tropical no início de 7 de novembro. Mais tarde naquele dia, o sistema passou para o leste de Chuuk e virou para o norte antes de atingir ventos fortes. Por volta das 18:00 UTC, o JTWC emitiu seu primeiro alerta sobre a tempestade tropical Karen, a 27ª tempestade nomeada da temporada de 1962. Várias horas depois, uma missão de reconhecimento na tempestade revelou um olho bem definido de 35 km (22 mi). Nas próximas 30 horas, Karen passou por um período de intensificação explosiva à medida que seu olho se tornava pequeno e cada vez mais definido. Entre as 00:00 UTC em 8 de novembro e 03:40 UTC em 9 de novembro, a pressão barométrica de Karen caiu de 990 hPa (29 inHg) para 899 hPa (26.5 inHg), uma queda de 91 hPa (2.7 inHg). No final desta fase, Karen apresentou um olho de largura de 8 to 10 km (5 to 6 mi) e tinha ventos de superfície estimados de 295 km/h (183 mph), classificando-o como uma categoria moderna Supertufão equivalente a 5 na escala de furacões Saffir-Simpson.

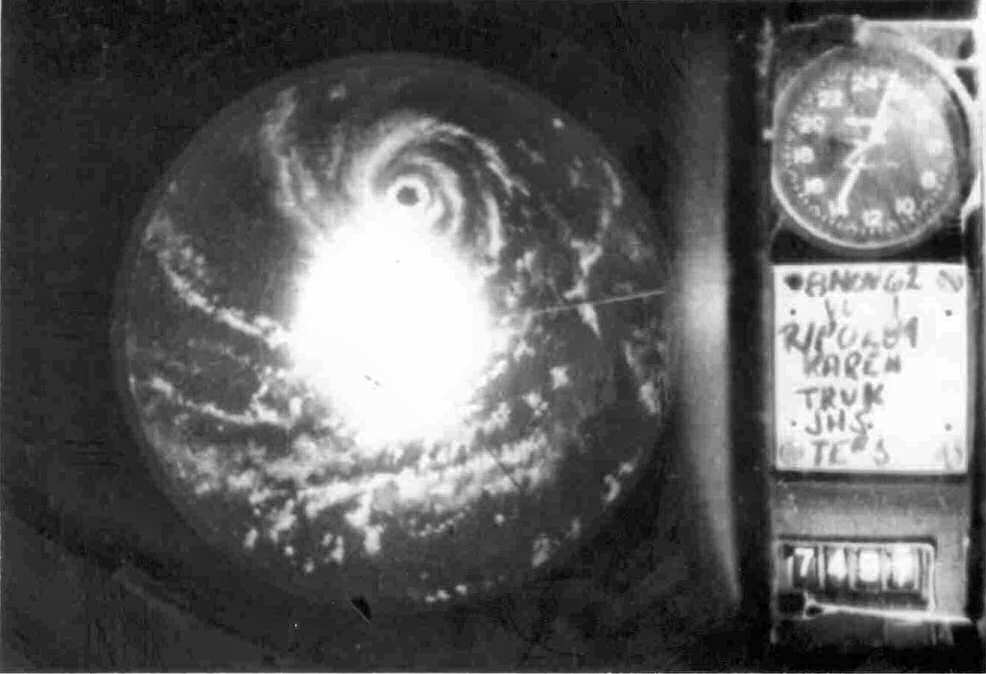
Imagem de radar do tufão Karen em 8 de novembro, pois estava se intensificando rapidamente

Depois de atingir esse pico inicial de intensidade em 9 de novembro, Karen enfraqueceu um pouco à medida que gradualmente se curvou para oeste-noroeste. Às 15:14 UTC, a tempestade começou a passar por um ciclo de substituição da parede do olho como uma parede do olho secundária maior, aproximadamente 64 km (40 mi) de diâmetro, começou a se desenvolver. Embora os ventos da tempestade não tenham diminuído significativamente, a pressão central de Karen aumentou para 919 hPa (27.1 inHg) durante esta fase. Acelerando ligeiramente, Karen seguiu em direção oeste-noroeste em direção a Guam até 11 de novembro, o sistema recuperou um olho bem definido e se aprofundou mais uma vez. Entre as 12h10 e 12h35 UTC em 11 de novembro, o olho de largura de 14 km (9 mi) de Karen passou diretamente sobre o sul de Guam. Nessa época, estima-se que a tempestade tenha ventos de 280 km/h (170 mph), o que o tornaria o tufão mais intenso a atingir a ilha desde 1900. No entanto, anos de análises pós-tempestade indicaram que pode ter sido um pouco mais fraco quando passou por Guam. Na estação do Weather Bureau, no extremo norte de Guam, uma pressão de 942.4 hPa (27.83 inHg) foi medida. Mais ao sul, na Base Aérea Anderson, foi registrado 939,7 mb (hPa; 27,75 inHg). A menor pressão verificada foi 931.9 hPa (27.52 inHg) na Estação Aérea Naval de Agana. Mais próximo do olho estava o Naval Magazine, onde uma pressão de 907.6 hPa (26.80 inHg) foi estimado, mas nunca verificado.
Continuando na direção oeste-noroeste, Karen atingiu seu pico de intensidade em 13 de novembro, com uma pressão central de 894 hPa (26.4 inHg). entre 13 e 14 de novembro, Karen gradualmente se voltou para o norte enquanto passava por outro ciclo de substituição da parede do olho. Durante esse tempo, Karen finalmente enfraqueceu abaixo da categoria 5, pois seus ventos caíram abaixo de 251 km/h (156 mph). Isso marcou o fim de seu período quase recorde de 4,25 dias como uma tempestade de tal intensidade, perdendo apenas para o tufão Nancy de 1961, que manteve o estatudo de categoria 5 para 5,5 dias. Nos dias seguintes, a estrutura do tufão foi se desorganizando gradativamente, com o olho não mais bem definido em 15 de novembro. Nessa época, Karen começou a acelerar para nordeste e depois para leste-nordeste sobre o oceano aberto. A combinação de seu movimento rápido e a entrada de ar frio na circulação acabou causando a transição do sistema para um ciclone extratropical em 17 de novembro. Os remanescentes de Karen continuaram rastreando leste-nordeste e foram observados pela última vez pelo JTWC em 18 de novembro aproximadamente a meio caminho entre as ilhas Aleutas do sul e as ilhas havaianas do norte.

## Impacto

### Guam
Após a identificação de um distúrbio tropical em 6 de novembro, uma condição de prontidão para tufão de nível quatro (TCOR), o nível mais baixo de alerta, foi levantada para Guam até 8 de novembro, três dias antes da chegada de Karen, isso foi elevado para o nível três, levando moradores e militares a estocar suprimentos. Um anúncio público também foi feito naquele dia, alertando os moradores de que o tufão provavelmente atingiria a ilha. Às 9:00 tarde em 10 de novembro (11:00 UTC), um nível dois TCOR foi colocado em prática para Guam e uma emergência de tufão foi declarada. Prédios foram fechados e suprimentos de emergência foram distribuídos. Às 8:00 am (22:00 UTC em 10 de novembro), este foi elevado ao nível um, o mais alto nível de advertência. Nesta época, o USS Haverfield, USS Brister, USS Wandank e USS Banner buscaram refúgio da tempestade em águas abertas. Todo o pessoal da ilha recebeu ordens de evacuar para abrigos à prova de tufão e rações de emergência foram preparadas. Aviões estratégicos do comando aéreo estacionados na ilha foram realocados para evitar danos. Muitos moradores da ilha buscaram refúgio em prédios do governo projetados para resistir a fortes tempestades, enquanto outros foram evacuados para a Ilha Wake. Cerca de 24 horas após a passagem do tufão, todos os avisos foram interrompidos.
Atingindo Guam como uma Tufão equivalente a Categoria 5, Karen produziu ventos destrutivos em grande parte da ilha. Com o olho a passar pelo extremo sul do território, os ventos mais intensos foram sentidos nas zonas centrais. Estima-se que as rajadas de vento na ponta sul de Guam tenham atingido o pico por volta de 185 km/h (115 mph). Devido à natureza extrema desses ventos, todos os anemômetros da ilha falharam antes que a parte mais intensa da tempestade chegasse, e não houve medições dos ventos mais fortes; no entanto, relatórios pós-tempestade estimaram que os ventos sustentados atingiram 250 km/h (160 mph) em algumas áreas. A maior rajada medida foi de 240 km/h (150 mph) em um anemômetro da Marinha dos Estados Unidos em Nimitz Hill pouco antes das 11:00 UTC em 11 de novembro, cerca de duas horas antes do olho do tufão passar pela estação. Com base nessa medição, um estudo de 1996 estimou que as rajadas atingiram o pico entre 280 e 295 km/h (175 e 185 mph) sobre as áreas do sul da ilha. Reportagens de jornais indicaram que uma rajada de 272 km/h (169 mph) foi medido na ilha antes que o anemômetro fosse destruído. Houve também um relatório não verificado de uma rajada de vento de 333 km/h (207 mph). Quase todas as medições de chuva durante o tufão foram perdidas; o único total conhecido é 197 mm (7.76 in) na estação do Weather Bureau para o período de 10–12 de novembro.

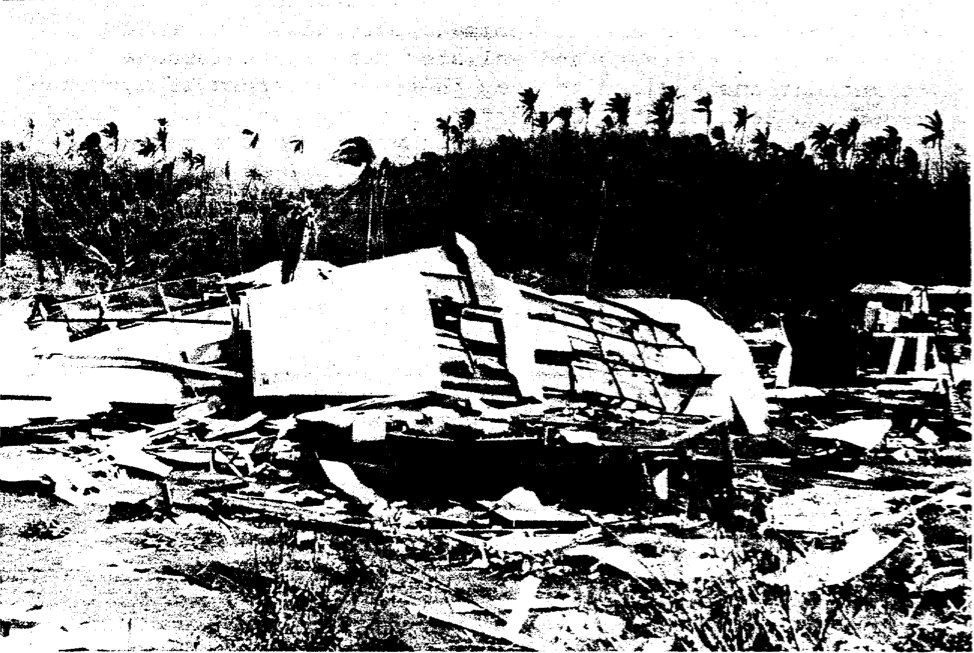
Quase todos os edifícios sofreram danos em algum grau, especialmente as estruturas não permanentes que foram em sua maioria destruídas.

Pesquisas de danos revelaram padrões de danos semelhantes a cinturões causados pelos ventos, com algumas casas sendo destruídas e outras próximas tendo apenas danos menores, semelhantes aos impactos de tornados. Os ventos desenraizaram e quebraram palmeiras em toda a ilha e, em alguns casos, arrancaram a casca de troncos e galhos de árvores como se tivessem sido atingidos por jatos de areia. A vegetação foi completamente desfolhada em áreas centrais da ilha. Em alguns lugares, foi descrito como resultado de um incêndio florestal. Os ventos também levaram detritos por toda a ilha. Cobertura de metal foi encontrada enrolada em árvores. Em um caso, uma aeronave bimotor foi transportada 2.4 km (1.5 mi) do hangar em que estava amarrado. Uma placa de metal aparafusada em um armazém foi lançada 3.7 km (2.3 mi) e encontrado meio enterrado no chão. Em outro lugar, uma cabana quonset foi erguida e carregada por 411 ft (125 m), intacto, antes de ser esmagado no impacto. Ao longo da costa, o USS Arco foi arrancado de suas amarras, cortando duas âncoras e cortando um grampo - testado por mais de 50,000–100,000 lb (23,000–45,000 kg), respectivamente - no processo. O ROK Han Ra San e o RPS Negros Oriental afundaram no porto interno de Guam.
Karen é considerado o pior tufão a impactar Guam. O governador interino Manuel Guerrero afirmou que "todo o território foi devastado". Quase todas as estruturas, civis e militares, foram severamente danificadas ou destruídas. Mesmo as estruturas de concreto armado na Base da Força Aérea Anderson sofreram danos graves. Embora essas estruturas tenham resistido ao impacto direto dos ventos, quedas repentinas de pressão causaram a quebra das janelas na maioria das estruturas, expondo o interior a danos causados pela água. As estruturas militares foram as que mais sofreram com esse fenômeno, pois os edifícios foram projetados de forma que as diferenças de pressão entre o interior e o exterior não se igualassem. Detritos de casas danificadas ou destruídas se tornaram projéteis durante a tempestade que criaram mais danos, como "estilhaços ou mísseis de artilharia".
A escola secundária George Washington High foi destruída. A escola Tumon Junior Senior High School, embora severamente danificada, foi reaberta em um mês. O Hospital Guam Memorial e o departamento de obras públicas da ilha foram amplamente danificados. O centro de Aganha, a maior cidade de Guam, foi arrasado. Ao longo da estrada principal da cidade, Marine Drive, 20 cm (8 in) de areia acumulada da tempestade de Karen. Ao todo, a cidade tinha 85 por cento destruídos, enquanto as aldeias de Yona e Inarajan foram 97 e 90 por cento destruídos, respectivamente. Além disso, Agana Heights e Sinajana teriam sido destruídos. A rede de comunicação da ilha foi completamente destruída com a explosão de antenas e equipamentos de transmissão. Aproximadamente 30 por cento de postes telefônicos entre a estação naval da ilha e Nimitz Hill e 95 por cento dos postes telefônicos civis foram derrubados. A rede elétrica também foi destruída. A parte Guam do Pacific Scatter Communications System sofreu danos extensos, com todos as quatro antenas de 61 m (200 ft) em Ritidian Point sendo reduzidas a uma "confusão de aço e cabos emaranhados e retorcidos". As perdas apenas com as antenas chegaram a US$ 1 milhão. Todas as pistas de pouso da ilha ficaram inoperantes, dificultando os esforços iniciais de socorro. Numerosas estradas em toda a ilha também estavam intransitáveis, cobertas por árvores caídas e veículos esmagados. Os destroços deixados após a tempestade foram descritos como um "enorme ferro-velho".

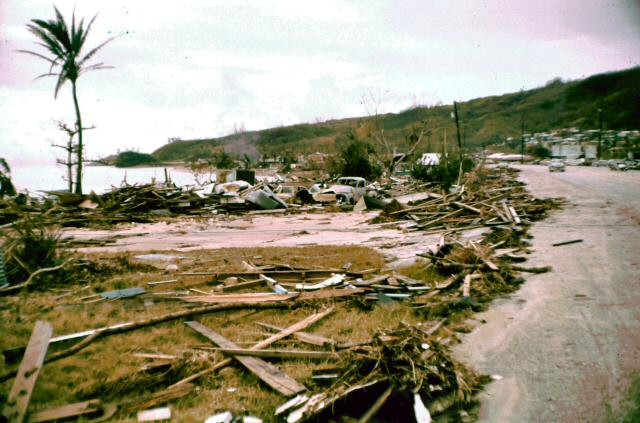
Uma semana após a tempestade, as áreas costeiras devastadas pelo tufão estavam aparentemente intocadas.

Em Guam, 95 por cento das casas foram destruídas, e as que ficaram de pé foram danificadas. Quase todas as casas não à prova de tufão foram severamente danificadas ou destruídas e a maioria dos edifícios à prova de tufão sofreu danos extensos.  Levantamentos preliminares da Cruz Vermelha em 15 de novembro indicaram que pelo menos 5.000 casas foram destruídas e outras 3.000 foram gravemente danificadas. Aproximadamente 45.000 pessoas, principalmente guamesenses, ficaram desabrigadas. Um total de 11 pessoas morreram e cerca de 100 outros ficaram feridos. Pelo menos quatro das mortes foram causadas por prédios desabados, incluindo três em uma casa que cedeu devido às ondas fortes. Outra morte resultou de decapitação por detritos transportados pelo ar. Perdas em toda a ilha totalizaram $ 250 milhões (1962 USD). Os danos em Guam foram descritos como "'muito mais sérios" do que durante a segunda Batalha de Guam, quando as tropas americanas retomaram a ilha dos japoneses. A Marinha dos Estados Unidos descreveu o dano como igual ao de um impacto indireto de uma bomba nuclear. Guerrero disse que o esforço de recuperação dos 17 anos anteriores foi "completamente eliminado".

### Em outro lugar
Nas Ilhas Marianas, três navios sob o comando do contra-almirante JS Coye Jr. afundaram; no entanto, a tripulação foi evacuada antes da chegada da tempestade.
Em 13 de novembro, um nível três TCOR foi emitido para Okinawa. Isso levou os militares a começar a proteger a ilha e preparar aviões sem hangares para evacuação. Ao passar perto da região como um tufão equivalente de Categoria 3, Karen causou interrupções consideráveis para as companhias aéreas, trens, navegação e comunicações. Nenhum dano grave foi relatado em Okinawa, mas o próximo Daiyumaru e outro navio de pesca japonês com um total de 26 tripulação desapareceu.
Em 15 de novembro, os residentes de Taiwan foram instados a tomar precauções para minimizar as vítimas. Antes da chegada da tempestade, o USS Duncan, USS Kitty Hawk e dois outros porta-aviões buscaram refúgio no Estreito de Taiwan. Apesar das tentativas de escapar da tempestade, grandes ondulações superiores a 3.6 m (12 ft) atingiram os navios, fazendo-os inclinar até 59 graus. Às vezes, as ondas batiam no convés do USS Kitty Hawk. Segundo tripulantes, ondas de até 4.5 m (15 ft) atingiu Taipé, deixando marcas de água em muitos edifícios.

## Consequências
Logo após o tufão, as Forças Aéreas do Pacífico estavam de prontidão para entregar suprimentos a Guam, mas foram atrasadas por pistas de pouso inoperáveis. O Hospital Guam Memorial foi danificado, mas outras instalações civis e militares, incluindo o hospital da Marinha, conseguiram atender os feridos. Em 12 de novembro, Manuel Guerrero fez um apelo urgente ao Governo dos Estados Unidos solicitando que a ajuda fosse enviada às pressas para o território. Além disso, ele instituiu um toque de recolher em toda a ilha entre 20:00 e 06:00 hora local para limitar saques. Nas escolas, os professores foram chamados para guardar suprimentos e equipamentos. A Agência Federal de Gestão de Emergências, sob ordens do presidente dos Estados Unidos John F. Kennedy, declarou Guam uma área de grande desastre mais tarde naquele dia, permitindo que os residentes recebessem ajuda federal. Além disso, 15 técnicos de comunicações da Força Aérea dos Estados Unidos foram destacados de Manila, Filipinas, carregando três aviões carregados de suprimentos de comunicação. Guerrero estimou que levaria quatro meses para concluir os reparos nos serviços públicos. Também foi estimado que as escolas da ilha ficariam fechadas por seis meses.

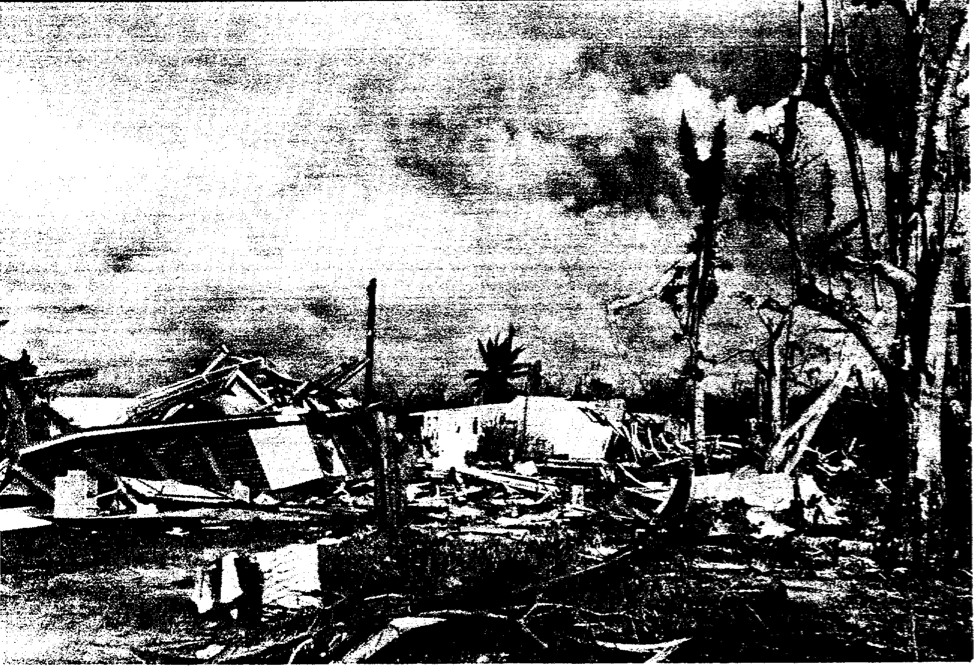
Detritos de casas de madeira se espalharam pela ilha, deixando para trás uma cena descrita como um "enorme ferro-velho".

Inicialmente, os residentes de Guam criticaram a demora na resposta do governo dos Estados Unidos; nenhuma ajuda chegou dois dias após a tempestade, mas as condições inseguras nos aeroportos impediram o pouso de aeronaves. Com a maioria das casas destruídas em Guam, as estruturas que permaneceram de pé foram usadas como abrigo temporário para os desabrigados. Da mesma forma, instalações militares danificadas na Base Aérea de Anderson foram disponibilizadas a todos os civis. até 14 de novembro, USS Daniel I. Sultan chegou a Guam com 1.100 tropas para fornecer energia de emergência. Um C-130 da Força Aérea dos EUA pousou na ilha naquele dia carregando o primeiro carregamento de suprimentos de socorro. Cerca de 400 tropas e 80 funcionários de obras públicas foram enviados do Havaí em 14 de novembro. A Cruz Vermelha e os escritórios de defesa civil foram encarregados de coordenar os esforços de recuperação. Centros de distribuição de água foram instalados em toda a ilha para fornecer água potável aos residentes.
Em 15 de novembro, uma evacuação maciça de residentes começou a remover os sobreviventes de condições inseguras. Dois voos para a Califórnia ocorreram no primeiro dia de evacuação, transportando um total de 154 pessoas. Milhares de residentes também foram levados para a Ilha Wake para se abrigar. Aviões do Serviço de Transporte Aéreo Militar do continente dos Estados Unidos, Japão, Filipinas e Havaí foram chamados para a operação. Em 16 de novembro, os moradores foram alertados sobre uma possível epidemia de febre tifoide e instados a tomar vacinas contra a doença. Em um período de três dias, cerca de 30.000 as pessoas receberam vacinas preventivas para a doença. Em contraste com a proibição anterior de trabalhadores estrangeiros, o governo de Guam solicitou 1.500 carpinteiros, pedreiros e outros trabalhadores da construção civil das Filipinas. até 21 de novembro, o Depósito de Suprimentos da Marinha planejou ter suprimentos suficientes para toda a população embarcada até que chegasse o reabastecimento. A fim de abrigar os sem-teto, a Marinha dos Estados Unidos montou aldeias de tendas em toda a ilha. Cozinhas militares também foram estabelecidas para fornecer comida. Devido às chuvas contínuas após o tufão, muitos não conseguiram uma refeição completa no Dia de Ação de Graças.

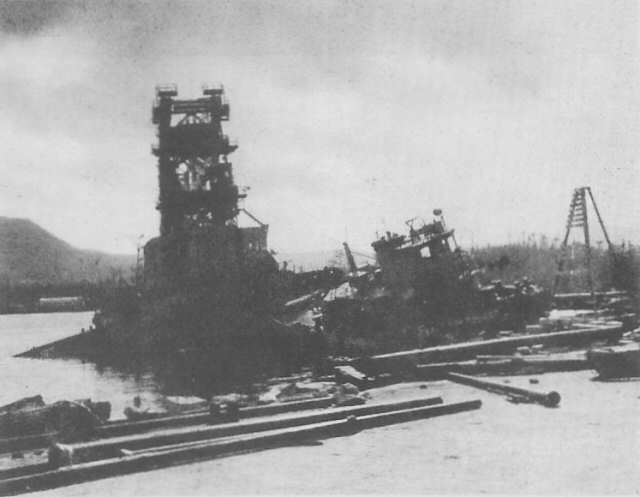
Dois rebocadores foram arrancados de suas amarras no porto de Apra e levados à praia durante o tufão.

Em 21 de novembro, esperava-se que os pagamentos de seguro por perdas excedessem $ 12 milhões. Em 1 de janeiro de 1963, um fundo de ajuda de 2 milhões foi autorizado pelo presidente Kennedy. Outros $ 5,4 milhões em fundos de socorro foram fornecidos pelo presidente Lyndon B. Johnson em 15 de fevereiro de 1964. O Congresso dos Estados Unidos forneceu a Guam com US$ 60 milhões, incluindo US$ 45 milhões por meio de empréstimos federais, principalmente para ajudar na reconstrução do território e promover a expansão da economia. Além disso, a tempestade provocou o fim da segurança militar na ilha, o que por sua vez ajudou no crescimento econômico. Cinco anos após essa decisão, o turismo japonês na ilha aumentou dramaticamente, levando a um grande aumento no número de hotéis. A longo prazo, o Tufão Karen, junto com outras tempestades destrutivas, moldou o desenvolvimento da infraestrutura da ilha. Isso levou a edifícios de maior qualidade e serviços públicos mais eficientes que poderiam suportar tufões poderosos. Desde Karen, a maioria dos edifícios da ilha foi construída com concreto e aço.
Em 29 de abril de 1963, menos de meio ano depois de Karen, o tufão Olive causou grandes danos em Guam e nas Ilhas Marianas. Com muitos moradores morando em tendas e os destroços da tempestade ainda espalhados, previam-se danos graves. Escolas, igrejas e outras estruturas foram abertas como abrigos para proteger os sem-teto. No final das contas, Guam foi poupado do pior da tempestade, embora grande parte de Saipã tenha sido devastada. A ilha foi novamente devastada em 1976 pelo tufão Pamela, que atingiu a ilha com ventos destrutivos por 36 horas. Embora mais fraco do que Karen, o impacto mais duradouro de Pamela foi considerado mais destrutivo.
Devido à gravidade dos danos causados pelo tufão em Guam, o nome Karen foi retirado e substituído por Kim.